# Chrząszczewek
Chrząszczewek [pronunciación en polaco: /xʂɔ̃ʂˈt͡ʂɛvɛk/] es un pueblo ubicado en el distrito administrativo de Gmina Białun Rawska, dentro del Distrito de Rawa, Voivodato de Łódź, en Polonia central. Se encuentra aproximadamente a 5 kilómetros al oeste de Białun Rawska, a 13 kilómetros al noreste de Rawa Mazowiecka, y a 66 kilómetros al este de la capital regional Łódź.
El pueblo tiene una población de 140 habitantes.